# Эсета, Карлос
Карлос Базилио Эсета-и-де Леон (исп. Carlos Basilio Ezeta y de León, 14 июня 1852, Сан-Сальвадор, Сальвадор - 21 марта 1903, Масатлан, Мексика) — сальвадорский военный и политический деятель, президент Сальвадора с 22 июня 1890 по 10 июня 1894 года. Занял этот пост после свержения Франсиско Менендеса Вальдивьесо в результате государственного переворота.

## Биография
В 1867 году поступил в военную академию.
В 1871 году выпущен в армию в звании второго лейтенанта. Принимал участие в столкновениях с Гондурасом в 1872 и 1873 годах, был ранен.
В 1875 году переехал в Коста-Рику, в 1876 вернулся в Сальвадор, затем побывал в США и Гватемале.
Вновь вернулся в Сальвадор в 1885 году. Принимал участие в Сражении за город Чальчуапа (в этом сражении погиб президент Гватемалы генерал Хусто Руфино Барриос Ауйон).
Во время правления президента Франсиско Менендеса Вальдивьесо Карлос Эсета был командующим при подавлении восстания в Кохутепеке (1889).
Последний пост до переворота — Генеральный Инспектор армии.
22 июня 1890 году Карлос Эсета сверг Франсиско Менендеса Вальдивьесо и был провозглашён временным президентом Сальвадора, а его брат Антонио Эсета — временным вице-президентом. После проведения выборов, с 1 марта 1891 года, Карлос Эсета официально стал президентом, а Антонио Эсета — вице-президентом Сальвадора.
Будучи президентом Карлос Эсета основал военный госпиталь в Сан-Сальвадоре, открыл школу для унтер-офицеров и с помощью немецкой военной миссии провёл реформу артиллерии и организовал обучение артиллеристов. Во время его правления произошла война с Гватемалой, так называемая Война тотопосте (исп. Guerra del Totoposte). Это название возникло оттого, что президент Гватемалы генерал Мануэль Лисандро Барильяс Берсиан выдвинул войска к границе, но боевых действий не велось, и, таким образом, война свелась к поставке в армию кукурузных галет (исп. totoposte). Война окончилась в августе 1890 года подписанием выгодного для Сальвадора мирного договора, заключённого при активном содействии дипломатического корпуса, аккредитованного в обеих странах.
28 августа 1892 года в Сальвадоре был открыт монетный двор, который с 1 октября 1892 года выпустил в обращение временную валюту Сальвадора, сальвадорский колон. Первоначальный курс был два колона за один доллар США.
Президент Сальвадора Карлос Эсета и его брат, вице-президент генерал Антонио Эсета были свергнуты в результате Революции Сорока четырёх. Карлос Эсета отправился в изгнание в город Масатлан в Мексике, где и провёл остаток жизни.